# One Piece Film: Red
One Piece Film: Red (ワンピース フィルム レッド) es una película de anime de acción y aventura de fantasía dirigida por Gorō Taniguchi y producida por Toei Animation. Es el decimoquinto largometraje de la serie de películas de One Piece, basado en el manga del mismo nombre escrito e ilustrado por Eiichiro Oda.
Se anunció por primera vez el 21 de noviembre de 2021 en conmemoración del estreno del episodio 1000 del anime One Piece y, tras la emisión del episodio, se lanzó un teaser tráiler y un póster el 21 de noviembre de 2021. Su estreno mundial fue en el Nippon Budokan de Tokio el 22 de julio de 2022 para la celebración del 25.º aniversario del manga One Piece y se estrenó en cines el 6 de agosto de 2022 en Japón.

## Argumento
Uta, la cantante más querida del mundo. Conocida por ocultar su propia identidad cuando actúa, su voz ha llegado a describirse como "de otro mundo". Ahora, por primera vez, Uta se revelará al mundo en un concierto en vivo. Mientras el recinto se llena de todo tipo de aficionados de Uta (ciudadanos y piratas emocionados, Marines que la observan de cerca, y los Piratas de Sombrero de Paja liderados por Monkey D. Luffy que simplemente han venido a disfrutar de su sonora actuación), la voz que el mundo entero ha estado esperando está a punto de resonar. La historia comienza con el impactante hecho de Luffy es un viejo amigo de la infancia de Uta y su mención de que ella es la "hija" de Shanks "El Pelirrojo", el idolo de la infancia de Luffy.

## Reparto
| Personaje                  | Seiyū                  | Actor de doblaje      | Actor de doblaje       |
| -------------------------- | ---------------------- | --------------------- | ---------------------- |
| Monkey D. Luffy            | Mayumi Tanaka          | Jaime Roca            | Mireya Mendoza         |
| Shanks                     | Shūichi Ikeda          | Leopoldo Ballesteros  | Raúl Anaya             |
| Uta                        | Kaori Nazuka           | Marta Moreno          | Azul Valadez           |
| Uta                        | Ado (voz cantada)      | Miree                 | Aitza Terán            |
| Roronoa Zoro               | Kazuya Nakai           | Jorge Saudinós        | Dafnis Fernández       |
| Nami                       | Akemi Okamura          | Diana Torres          | Georgina Sánchez       |
| Usopp                      | Kappei Yamaguchi       | José Carabias         | Alejandro Orozco       |
| Sanji                      | Hiroaki Hirata         | Alfredo Martínez      | Noé Velázquez          |
| Tony Tony Chopper          | Ikue Ōtani             | Luis Vicente Ivars    | Nallely Solís          |
| Nico Robin                 | Yuriko Yamaguchi       | Rosa Campillo         | Kerygma Flores         |
| Franky                     | Kazuki Yao             | Miguel Ángel Pérez    | Manuel Campuzano       |
| Brook                      | Chō                    | José Posada           | Óscar Flores           |
| Jinbē                      | Katsuhisa Hōki         | José Luis Siurana     | Víctor Hugo Aguilar    |
| Gordon                     | Kenjiro Tsuda          | Josema Soler          | Octavio Rojas          |
| Romy                       | Chise Niitsu           | Natalia García Prieto | Valeria Mejía          |
| Yorueka                    | Yūki Kaji              | Rubén Aranda          | Sebastián García       |
| Eboshi                     | Yuki Yamada            | Daniel González       | Brandon Montor         |
| Hanagasa                   | Soshina                | Jaime Vicedo          | Carlos Mireles         |
| Kaginote                   | Seiya                  | Pau Ferrer            | Héctor Mena            |
| Benn Beckman               | Aruno Tahara           | Juan Carlos Lozano    | Rafael Pacheco         |
| Lucky Roux                 | Jin Domon              | Daniel González       | Omar Carrasco          |
| Yasopp                     | Michikata Kobayashi    | Aram Delhom           | Carlos Hernández       |
| Bartolomeo                 | Shōtarō Morikubo       | Fernando Cordero      | Carlos Hernández       |
| Limejuice                  | Kenichi Ono            | Dani Oliver           | Javi Sánchez           |
| Bonk Punch                 | Kotaro Nakamura        | Rafa Nácher           | Roberto Cuevas         |
| Monster                    | Bin Shimada            | Rubén Felis           | Ditter Ruiz            |
| Building Snake             | Issei Futamata         | Desconocido           | Emmanuel Alejandro     |
| Hongo                      | Hikaru Midorikawa      | Jaime Vicedo          | Hiram Cárdenas         |
| Howling Gab                | Jōji Nakata            | Rafa Ordóñez Arrieta  | Óscar López            |
| Rockstar                   | Shirō Saitō            | Rafa Ordóñez Arrieta  | Carlos Torres          |
| Trafalgar Law              | Hiroshi Kamiya         | Alejandro García      | Geno Sánchez           |
| Bepo                       | Yasuhiro Takato        | Pablo Chico           | Miguel Ángel Ruiz      |
| Bepo                       | Reina Ueda (niño)      | Anna Montesinos       | Miguel Ángel Ruiz      |
| Koby                       | Mika Doi               | Rubén Felis           | Angélica Villa         |
| Helmeppo                   | Kōichi Nagano          | Carles Teruel         | Daniel Lacy            |
| Momonga                    | Shinichirō Ōta         | Rafa Ordóñez Arrieta  | Juan Alfonso Carralero |
| Issho / Fujitora           | Ikuya Sawaki           | Carlos Ysbert         | Gerardo Reyero         |
| Borsalino / Kizaru         | Ryōtarō Okiayu         | Héctor Garay          | René García            |
| Sakazuki / Akainu          | Fumihiko Tachiki       | Fernando Castro       | Mario Castañeda        |
| Rob Lucci                  | Tomokazu Seki          | Fran Jiménez          | Ismael Verástegui      |
| Blueno                     | Seiji Sasaki           | Vicente Gil           | Galo Balcázar          |
| Blueno                     | Kumiko Watanabe (niño) | Vicente Gil           | Galo Balcázar          |
| Kalifa                     | Naomi Shindō           | Idoia Fernández       | Lidia Mares            |
| Los Cinco Ancianos         | Keiichi Noda           | Rafael Calvo          | Alejandro Villeli      |
| Los Cinco Ancianos         | Keiichi Sonobe         | Salvador Serrano      | Paco Mauri             |
| Los Cinco Ancianos         | Masato Hirano          | José Marzo            | Bernardo Ezeta         |
| Los Cinco Ancianos         | Ken'ichi Ogata         | Arturo Liberos        | Armando Réndiz         |
| Los Cinco Ancianos         | Yasunori Masutani      | Joaquín Casado        | César Beltrán          |
| Charlotte Linlin / Big Mom | Mami Koyama            | Rosa López            | Magda Giner            |
| Charlotte Katakuri         | Tomokazu Sugita        | José Manuel Oliva     | Erick Selim            |
| Charlotte Perospero        | Yūya Uchida            | Jaime Vicedo          | Andrés García          |
| Charlotte Oven             | Masafumi Kimura        | Boris Sanz            | Ricardo Rocha          |
| Charlotte Brûlée           | Yūko Mita              | Laura Violeta         | Erika Rendón           |
| Makino                     | Makiko Ōmoto           | Carolina Tak          | Valentina Souza        |
| Saint Charlos              | Chafūrin               | Rafa Nácher           | Ernesto Cronik         |
| Sunny                      | Hōko Kuwashima         | Paola Navalón         | Danna Alcalá           |
| Zeus                       | Yū Mizushima           | Sacha Sorni           | Raymundo Armijo        |
| Narrador                   | Mahito Ōba             | Eugenio Barona        | Óscar Gamboa           |

## Producción

### Desarrollo
Gorō Taniguchi ya dirigió el OVA de 1998, One Piece: Defeat The Pirate Ganzak!, que fue producido por Production I.G. Fue la primera adaptación animada del manga One Piece, estrenada antes de la emisión de la serie de anime y tuvo proyecciones limitadas en los cines japoneses. Oda declaró que Taniguchi fue "la primera persona que animó a Luffy". Tras el primer anuncio de la película en noviembre de 2021, Taniguchi dijo que quería expresar un One Piece que nunca se ha visto antes y que lo mostrará en One Piece Film: Red.
Según Shinji Shimizu, empleado de Toei Animation y productor del anime One Piece, One Piece Film: Red es la única película de One Piece en la que Eiichiro Oda ha participado más activamente. Oda es el productor ejecutivo, diseñador de personajes y también el revisor del guion de la película. También dijo que la película será diferente a las anteriores de One Piece. Añadió que la película será una combinación de CGI en 2D y 3D, aunque la animación principal será en 2D, pero en algunas escenas será en CGI 3D para que sea más impactante.
El guion de la película fue discutido por Oda, Taniguchi y Tsutomu Kuroiwa durante más de dos años. Una vez terminado, Oda elogió el guion final diciendo: "¡Es fantástico!". Tsutomu Kuroiwa, el guionista, aseguró que One Piece Film: Red será una gran película que llegará al corazón de mucha gente.

## Música
La banda sonora de la película fue compuesta por Yasutaka Nakata, y el tema de la película es Shin jidai (New Genesis), interpretado por Ado y producido por Nakata. Ado también ha interpretado otras seis canciones en las que participan Mrs. Green Apple, Vaundy, Fake Type, Hiroyuki Sawano, Yuta Orisaka y Motohiro Hata en cada una de ellas, y Toei Animation y Ado publicarán el vídeo de la canción en YouTube. El álbum Uta no Uta: ONE PIECE FILM RED, que contiene todas las canciones de voz de la película fue lanzado el 10 de agosto de 2022, mientras que el álbum musical publicado por Avex, que contiene 47 temas, salió a la venta el 28 de octubre de 2022.

## Mercadotecnia
Ado ha interpretado siete canciones con Yasutaka Nakata, Mrs. Green Apple, Vaundy, Fake Type, Yuta Orisaka, Motohiro Hata y Hiroyuki Sawano en cada una de ellas, y Toei Animation y Ado publicarán el vídeo de la canción en YouTube para la promoción de la película.

## Lanzamiento

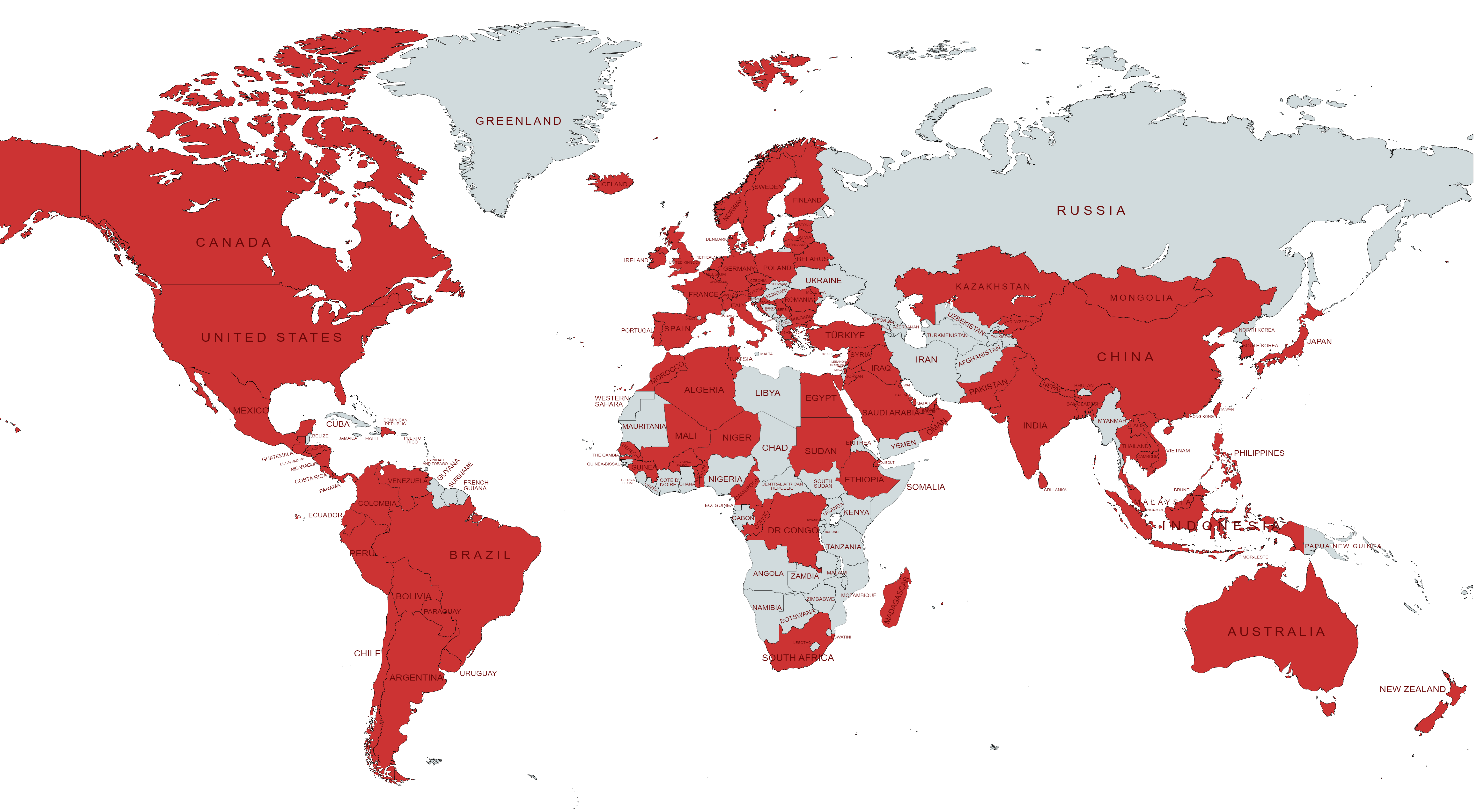
Mapamundi que muestra las regiones (en rojo) donde se estrenó la película en cines.

La película se estrenó mundialmente en el Nippon Budokan de Tokio el 22 de julio de 2022 y se estrenó en cines en Japón el 6 de agosto de 2022 por su distribuidora Toei Company. Tuvo proyecciones IMAX en Japón en 27 cines, que es la primera vez para una película de One Piece. También está disponible en MX4D, 4DX y Dolby Atmos.
Pathé Films estrenó la película en las regiones francófonas, subtitulada y doblada en francés. En Francia, la película tuvo su estreno en el Le Grand Rex de París, y en 481 pantallas el 6 de agosto de 2022. y se estrenó el 10 de agosto de 2022 en 631 pantallas. En Bélgica, Luxemburgo, Romandía y las regiones suizas alemanas se estrenó el 13 de octubre de 2022. El 10 de agosto de 2022 se estrenó también en Marruecos, Túnez, Argelia, Mauricio y Malí. En Yibuti, la película se estrenó el 11 de agosto de 2022, y el 12 de agosto de 2022 se estrenó en Benín, Burkina Faso, Camerún, República del Congo, República Democrática del Congo, Guinea, Níger, Senegal, Togo y Madagascar.
En Taiwán, la película se estrenó el 19 de agosto de 2022. En China, la película se estrenó en el Festival Internacional de Cine de Pekín el 21 de agosto de 2022. En Hong Kong y Macao se estrenó en cantonés, subtitulada y doblada el 25 de agosto de 2022. En Tailandia, la película se proyectó para los fanes del 16 al 21 de agosto y se estrenó ampliamente el 25 de agosto por la distribuidora JAM Thailand.
Odex anunció que distribuirían la película en Singapur, Filipinas, Malasia e India. Tuvo un estreno limitado del 2 al 4 de septiembre de 2022 en el Festival de Cine ODEX en Cathay Cineplex Downtown y se estrenó el 10 de septiembre de 2022 en Singapur. En Malasia, el estreno limitado fue del 3 al 11 de septiembre de 2022 en el Festival de Cine ODEX en el centro comercial Paradigm, Petaling Jaya y se estrenó ampliamente el 22 de septiembre de 2022; en los Países Bajos, la película se estrenó el 8 de septiembre de 2022. En Filipinas, tuvo proyecciones para los fanes los días 17 y 18 de septiembre de 2022, y se estrenó ampliamente el 24 de septiembre de 2022. En Indonesia, CBI Pictures anunció un estreno limitado del 16 al 18 de septiembre de 2022. En la India, el estreno de la película fue el 7 de octubre de 2022, de la mano de Odex y PVR Pictures. En Alemania, el estreno de la película se produjo el 11 de octubre de 2022 en Berlín y se estrenó el 13 de octubre de 2022 en Alemania y Austria a través de Crunchyroll. En Rumanía se estrenó el 14 de octubre de 2022, con subtítulos y doblaje rumanos. En Kuwait, se estrenó el 3 de noviembre de 2022, por Front Row Filmed Entertainment. En España, originalmente estaba prevista para estrenarse el 4 de noviembre de 2022, pero se adelantó un día y se estrenó el 3 de noviembre de 2022 por Selecta Visión. En Latinoamérica, la película se estrenó el 3 de noviembre de 2022 por Diamond Films. En Australia y Nueva Zelanda, se estrenó el 3 de noviembre de 2022 por Crunchyroll, mientras que en Estados Unidos y Canadá, su estreno fue un día después, el 4 de noviembre de 2022, también por Crunchyroll. En el Reino Unido e Irlanda, la película se estrenó el 4 de noviembre de 2022, por Anime Limited. En Italia la película tuvo su estreno en el Lucca Comics and Games 2022, y se estrenó en los cines bajo la marca Anime Factory de Koch Media en otoño.

## Recepción

### Taquilla

#### Japón
La película se estrenó el fin de semana del 6 de agosto de 2022 y fue un gran éxito en Japón. En su día de estreno, la película obtuvo unos ingresos en taquilla y entradas de 1.232 millones de yenes y 869.407 de entradas vendidas respectivamente. Se trata del mayor estreno para una película de One Piece, la tercera película en la historia de Japón que supera los 1.000 millones de yenes en su día de estreno y también el segundo mayor día de estreno de todos los tiempos en Japón. En su segundo día, obtuvo 1.022 millones de yenes y 710.145 de ingresos en taquilla y entradas vendidas, respectivamente, con un total de 2.254 millones de yenes y 1.579.552 de entradas vendidas en el fin de semana. Esto convierte a la película en el mejor fin de semana de taquilla de agosto en Japón, en la mayor taquilla de fin de semana de 2022 hasta la fecha, en el mayor fin de semana de apertura de la distribuidora Toei Company, en el segundo mayor fin de semana de apertura de dos días para una película en la historia de Japón, en la mejor apertura de un sábado para IMAX y también en la segunda película de la historia en Japón que recauda más de mil millones de yenes dos días seguidos. En 8 días, la película ya ha superado los cinco mil millones de yenes con 3.6 millones de entradas vendidas, lo que la convierte en la segunda película que más rápido ha alcanzado ese récord de taquilla de todos los tiempos en Japón. En 9 días, la película recaudó 6.474 millones de yenes con más de 4.5 millones de espectadores. En 10 días, la película se convirtió en la más taquillera de la franquicia al superar los 7.000 millones de yenes con más de 5 millones de entradas vendidas y superar la recaudación total de One Piece Film: Z en Japón. Hasta el 18 de agosto de 2022, la película ha recaudado más de 8.000 millones de yenes (60.31 millones de dólares) con más de 5.7 millones de espectadores. Es la segunda película en la historia de la taquilla japonesa en alcanzar más rápidamente los 8.000 millones de yenes, después de Kimetsu no Yaiba: Mugen Ressha-hen. En su tercer fin de semana, la película recaudó 9.281.365.450 yenes (67.80 millones de dólares) con más de 6.65 millones de espectadores, superando a Meitantei Konan Halloween no Hanayome de este mismo año y a Karigurashi no Arriety de Studio Ghibli. En 20 días, la película recaudó más de 10.000 millones de yenes con más de 7.2 millones de espectadores. La película se convirtió en la segunda más rápida en Japón en alcanzar el hito de los 10.000 millones de yenes, superando la marca 5 días antes que El viaje de Chihiro de Hayao Miyazaki, siendo la 41.ª película en Japón en superar esta marca. En su cuarto fin de semana, la película recaudó 11.454 millones de yenes (83.32 millones de dólares) con más de 8.2 millones de espectadores. Es la segunda película que más rápido ha alcanzado los 11.000 millones de yenes en el país. En 26 días, la película recaudó más de 12.000 millones de yenes (87.26 millones de dólares) con más de 8.6 millones de entradas vendidas. La película también ha superado a Top Gun: Maverick como la segunda película más taquillera de 2022 en Japón, que las taquillas japonesas registran como diciembre de 2021 a noviembre de 2022. Para el año natural 2022, One Piece Film: Red se ha hecho con el primer puesto. En su quinto fin de semana, la película ha recaudado 12.953 millones de yenes (94.04 millones de dólares) con más de 9.298.000 entradas vendidas. A partir de su sexto fin de semana, la película ha sido la número uno de la taquilla de 2022 en Japón durante seis semanas consecutivas y ha recaudado más de 13.870 millones de yenes (100.48 millones de dólares) con 9.94 millones de entradas vendidas, lo que la convierte en la película más taquillera de 2022 y en la octava película de anime más taquillera de Japón. A partir de su séptimo fin de semana, la película ha sido la película número uno de la taquilla en Japón durante siete semanas consecutivas y ha recaudado más de 14.900 millones de yenes (103.8 millones de dólares) con 10.72 millones de entradas vendidas, superando a la película de Makoto Shinkai de 2019 El tiempo contigo (14.190 millones de yenes). En 46 días, la película superó los 15.006 millones de yenes (108.57 millones de dólares) en taquilla gracias a las 10.76 millones de entradas vendidas al público japonés. Es la decimotercera película que supera la marca de los 15.000 millones de yenes en Japón. A partir de su octavo fin de semana, la película ha sido la más taquillera de Japón durante ocho semanas consecutivas y ha recaudado más de 15.700 millones de yenes (113.41 millones de dólares) con 11.26 millones de entradas vendidas, lo que la convierte en la undécima película más taquillera de todos los tiempos en Japón, superando a Ponyo, de Hayao Miyazaki, y a Avatar, de James Cameron. A partir de su noveno fin de semana, permanece como la película más taquillera de este año en Japón por nueve semanas consecutivas, con más de 16.247 millones de yenes (116.24 millones de dólares) recaudados y 11.691.653 entradas vendidas, lo que la convierte sexta película de anime más taquillera de Japón. A partir de su undécimo fin de semana, la película ha sido la número uno de la taquilla de 2022 en Japón durante once semanas consecutivas, lo que la convierte en la cuarta película de la historia en conseguirlo, y ha recaudado 17.191 millones de yenes (122.70 millones de dólares) con 12.31 millones de entradas vendidas. En su duodécimo fin de semana, la película ha recaudado un total de 17.356 millones de yenes (124.44 millones de dólares) con 12.5 millones de entradas vendidas. Actualmente es la novena película más taquillera de todos los tiempos en Japón tras haber superado a Harry Potter y la cámara secreta y a Bayside Shakedown 2.

#### Otros mercados
En Francia, la película tuvo su premiere en el Le Grand Rex de París con más de 2.700 espectadores y en otros cines el 6 de agosto de 2022. Con un total de 119.311 entradas vendidas, la película se convirtió en el mayor éxito de la franquicia One Piece en los cines franceses y en el mejor estreno de todos los tiempos para una película de animación japonesa en Francia. Además, la película estableció otro récord de taquilla al tener el mayor día de apertura de todos los tiempos para una película de animación japonesa en Francia. Superó el récord anterior de Pokémon the Movie 2000, con un total de 267.631 espectadores (incluida la premiere). En 5 días, la película ocupó el primer puesto en su taquilla de fin de semana de estreno y vendió 488.631 entradas (incluyendo el estreno) superando el resultado en el mismo escenario de Jujutsu Kaisen 0 (293.331 entradas en marzo), My Hero Academia: Misión mundial de héroes (118.525 entradas en enero) y Kimetsu no Yaiba: Mugen Ressha-hen (330.000 entradas en 2021) firmando el duodécimo mejor primer fin de semana de 2022 en Francia. En 7 días, la película había vendido 575.182 entradas y se convirtió en la segunda mejor recaudación en 7 días para una película de animación japonesa en Francia, por detrás de Pokémon the Movie 2000 (807.806 entradas). En 13 días, la película había vendido 774.569 entradas y había superado la venta de entradas total de Kimetsu no Yaiba: Mugen Ressha-hen en 2021 (727.889 entradas). Hasta el 11 de septiembre de 2022, la película recaudó 6.831.811 dólares en el territorio.
En China, la película se convirtió en la más rápidamente vendida en el 12.º Festival Internacional de Cine de Pekín. En Hong Kong, la película obtuvo 3.45 millones de dólares hongkoneses (440.000 dólares) en su fin de semana de estreno. Para su segunda semana de estreno, ya ha recaudado 6.13 millones de dólares hongkoneses (780.000 dólares). Hasta el 11 de septiembre de 2022, recaudó 894.748 dólares en Hong Kong. En China, encabezó la taquilla del fin de semana con 56 millones de yuanes (unos 7.9 millones de dólares estadounidenses). En cuatro días, logró recaudar unos 10.5 millones de dólares estadounidenses. En su decímo día logró recaudar más de 18 millones de dólares estadounidenses.
En Taiwán, la película ocupó el primer puesto y recaudó 57.793 millones de dólares taiwaneses en su fin de semana de estreno. Superó la recaudación del fin de semana de estreno de Jujutsu Kaisen 0 (55.83 millones de dólares taiwaneses) y también la recaudación total de  One Piece: Stampede (54.2 millones de dólares taiwaneses). En su segundo fin de semana, la película recaudó 54 millones de dólares taiwaneses, para un total de aproximadamente 112 millones de dólares taiwaneses recaudados. En su cuarto fin de semana, la película recaudó más de 155 millones de dólares taiwaneses (5.01 millones de dólares estadounidenses) y siguió ocupando el primer puesto durante 4 semanas consecutivas en la taquilla en Taiwán.
En Tailandia, la película se convirtió en el día de estreno y el fin de semana de estreno más taquilleros de todos los tiempos para una película de animación japonesa en Tailandia, tras obtener 17.8 millones de bahts y 71.70 millones de bahts respectivamente. En su primera semana, se convirtió en la película de anime que más rápido recaudó 100 millones de bhats en el país.
En India, la película ha recaudado 3.15 millones de rupias indias (382.339 dólares) en tan solo 10 días después de su estreno y ya ha superado la recaudación total de Dragon Ball Super: Super Hero a pesar de haberse estrenado en pocos cines.
En Estados Unidos, la película ganó unos 4.8 millones de dólares en 2.367 localidades en los preestrenos del viernes y el jueves, y es la película de One Piece más taquillera del país tras superar los 1.3 millones de dólares de One Piece: Stampede. Se estrenó con 9.5 millones de dólares, quedando en segundo lugar detrás de Black Adam.
En Latinoamérica, la película recaudó más de 9 millones de dólares en su primer fin de semana en la región. En Argentina, tuvo 27.026 espectadores entre los días 3 y 7 de noviembre de 2022. En México, en su primer fin de semana de estreno recaudó unos 28.9 millones de pesos mexicanos (1.4 millones de dólares estadounidenses). En Perú, se congregaron más de 43 mil espectadores en las salas de cine durante el "Avant Premiere" y preestreno.
España registró su primeros dos días en el primer lugar en los cines españoles, con 32.000 espectadores el 3 de noviembre. Y en el fin de semana registró unos 107.300 espectadores, convirtiéndose en la película de animación japonesa más taquillera del 2022 en España, con un total de 724.632 euros en sus cuatro primeros días en salas.
Hasta el 29 de enero de 2023, la película recaudó 245.270.000 dólares estadounidenses en todo el mundo, convirtiéndola en la quinta película japonesa más taquillera a nivel mundial.

### Crítica
En el sitio web del agregador de reseñas Rotten Tomatoes, el 93 % de las 30 reseñas de los críticos son positivas, con una calificación promedio de 7.5/10. El consenso del sitio web dice: «Puede que no sea el mejor punto de entrada para los recién llegados, pero One Piece Film: Red ofrece todo lo que los fanáticos de la franquicia buscan». Metacritic, que utiliza una media ponderada, asignó una puntuación de 69 sobre 100 basada en 8 críticas, lo que indica "reseñas generalmente favorables". La audiencia encuestada por CinemaScore dio a la película una nota media de "A" en una escala de A+ a F, mientras que la de PostTrak le dio una puntuación general positiva del 88 %.

### Listas musicales
El tema de la película, Shin jidai (New Genesis), de Ado, se situó en el primer puesto en el Top 100 global de Apple Music, convirtiéndose en la canción número uno del mundo.
El 31 de agosto, Oricon informó de que, por primera vez en la historia de Oricon, Ado domina los tres listados digitales durante tres semanas consecutivas y también es el primer artista en la historia de Oricon que tiene cinco canciones (todas son del álbum Uta no Uta ONE PIECE FILM RED) en el Top 5 de la lista de streaming, haciéndolo durante las dos últimas semanas. Estos cinco temas de One Piece Film: Red Shin jidai (New Genesis), I'm Invincible, Gyakkō (Backlight), Utakata Lullaby y Tot Musica han dominado respectivamente los cinco primeros puestos de la Lista semanal de álbumes digitales en dos semanas y también es la primera vez que todas las canciones de los cinco primeros puestos han alcanzado más de 10 millones de reproducciones en la última semana. Además, el álbum Uta no Uta ONE PIECE FILM RED ha ocupado el primer puesto en la Lista semanal de álbumes digitales durante las últimas tres semanas. Shin jidai ha encabezado la Lista de sencillos digitales semanales (canción única) durante las últimas cuatro semanas, y es la segunda vez que una artista femenina en solitario encabeza las listas durante un mes, después de que Homura de LiSA lo hiciera durante 13 semanas a finales de 2020 e inicios de 2021. Esta es su duodécima semana en el número uno (con más de 106 millones de reproducciones desde su lanzamiento) y es la cuarta canción más rápida de la historia de los listados en alcanzar 100 millones de reproducciones en streaming.